# Аберфанська катастрофа
Аберфанська катастрофа — випадок масової загибелі людей внаслідок зсуву вугільного терикону, що стався близько 9:15 21 жовтня 1966 року. Терикон утворився на гірському схилі над південноваллійським селом Аберфан (поблизу Мертір-Тідвіла), перекривши природне джерело. Унаслідок затяжного дощового періоду в териконі відбулось накопичення води, що призвело до раптового зсуву пульпоподібної маси, який накривши Пантґлаську молодшу школу й інші будівлі, забрав життя 116 дітей і 28 дорослих. Терикон був відповідальністю Національного управління вугільної промисловості (НУВП); подальше розслідування поклало провину на організацію та, зокрема, на дев'ятьох названих працівників.
На схилах поблизу Аберфана було сім териконів; терикон № 7, який і обвалився на село, було розпочато 1958 року; на час катастрофи він був 34 м заввишки. Порушуючи офіційні настанови НУВП, терикон частково розташовувався на ділянці землі, звідки виходили водні джерела. Після трьох тижнів проливних дощів терикон просяк водою, і близько 110 тисяч м3 порожньої породи зсунулось по схилу на Пантґлаську частину села. Найбільше постраждала будівля місцевої молодшої школи, де тільки-но розпочались заняття; у школі загинуло 5 вчителів та 109 учнів.
Офіційне розслідування трагедії очолив лорд-суддя Едмунд Дейвіс. Рішення поклало провину безпосередньо на НУВП. Голова організації лорд Робенс став об'єктом критики через його оманливі твердження та через відмову прояснити, чи було відомо НУВП про наявність природних джерел на сільському схилі. Проти НУВП та її працівників не було відкрито судових справ, і організацію не було оштрафовано.